# Артиљеријска ватра
Артиљеријска ватра је ватрено дјеловање артиљерије и минобацача по циљевима ради постизања одређеног материјалног и моралног ефекта. У зависности од врсте средстава, може бити конвенционална (експлозиви) или нуклеарна.
Ватра земаљске артиљерије остварује се обично групним гађањем, па јој ефекат зависи од исправно датих елемената за гађање. Други чиниоци су величина и особине циља, избор врсте пројектила и упаљача, механизам и путања гађања, и количина муниције.
Ватра противавионске артиљерије може бити пратећа и запречна. Пратећа је усмјерена на циљ све вријеме гађања. Запречна се отвара у простору кроз који ће пролетјети циљ. Захтијева велики утрошак муниције.
Ватра бродске и обалске артиљерије примјењује се за борбу против непријатеља на мору и копну, а и за одбрану од напада из ваздуха.